# Chelín keniano
El chelín keniano es la moneda de curso legal en Kenia, que sustituyó en 1966 al chelín de África Oriental.
Las monedas actuales circulan en el país desde 1995. Las ediciones anteriores fueron en 1985 y 1966.

## Bancos
Se pueden cambiar divisas en los principales bancos, oficinas de cambio o en hoteles que estén autorizados para realizar dicha operación. Los bancos del aeropuerto internacional Jomo Kenyatta y del aeropuerto internacional Moi tienen servicios de cambio de moneda abiertos las 24 horas. Las mejores divisas para cambiar son los dólares estadounidenses, las libras esterlinas y los euros. Hay más de 140 cajeros automáticos. 

#### Tarjetas de crédito y débito.
Se aceptan American Express, Diners Club, MasterCard y Visa. Los principales hoteles también aceptan el pago mediante tarjeta de crédito, al igual que las empresas de organización de safaris, agencias de viaje y restaurantes. Se aconseja verificar con la compañía emisora de su tarjeta la posibilidad de utilizarla en comercios, así como las facilidades a las que puede tener acceso en el país. 

#### Cheques de viajes
Se cambian en bancos. Para evitar cargos adicionales, se aconseja llevar cheques de viaje en dólares americanos, libras esterlinas o euros. 
No existen límites en la importación o exportación de moneda local o extranjera. Sin embargo, se requiere una autorización del Banco Central para cantidades superiores a 500.000KES. 

## Divisiones
Esta moneda se subdivide en 100 centavos. Hay billetes de 1.000, 500, 200, 100 y 50 chelines. Las monedas son de 0,50 centavos 1, 5, 10 y 20 chelines kenianos, también hay monedas de 5 y 10 centavos que a pesar de estar estas dos monedas en curso legal, ya casi ni se utilizan.
Las monedas de 5,10, 50 centavos y 1 chelín son de níquel. las monedas de 5, 10 y 20 chelines son bimetálicas.

### Monedas
Estas son las características principales de las monedas actualmente en circulación:

| Denominación | Emisión | Metal            | Metal            | Forma    | Diámetro | Canto              | Diseño anverso | Diseño reverso |
| Denominación | Emisión | Anillo           | Centro           | Forma    | Diámetro | Canto              | Diseño anverso | Diseño reverso |
| ------------ | ------- | ---------------- | ---------------- | -------- | -------- | ------------------ | -------------- | -------------- |
| 1 chelin     | 2005    | Acero inoxidable | Acero inoxidable | Circular | 23.9 mm  | Estriado discont.  |                |                |
| 5 chelines   | 2005    | Cupro-Níquel     | Latón            | Circular | 21 mm    | Estriado           |                |                |
| 10 chelines  | 2005    | Latón            | Cupro-Níquel     | Circular | 24 mm    | Estriado           |                |                |
| 20 chelines  | 2005    | Cupro-Níquel     | Latón            | Circular | 27 mm    | Estriado discont.  |                |                |
| 40 chelines  | 2003    | Latón            | Cupro-Níquel     | Circular | 29 mm    | Estriado + leyenda |                |                |

### Billetes
El 31 de mayo de 2019, el Banco Central de Kenia emitió una nueva familia de billetes sin retratos de personas kenianas conocidas, según lo dispuesto por la Constitución de Kenia de 2010. Al mismo tiempo, el Banco Central de Kenia retiró todas las versiones anteriores. Estos siguieron siendo de curso legal hasta el 1 de octubre de 2019. Todos los billetes de esta serie comparten un diseño común del Kenyatta International Conference Centre en el anverso de los billetes, y el reverso de los billetes presenta imágenes que muestran la riqueza de la gente y naturaleza de Kenia.
| Nueva serie de billetes | Nueva serie de billetes | Nueva serie de billetes | Nueva serie de billetes                                | Nueva serie de billetes                                             |
| Imagen                  | Imagen                  | Valor                   | Descripción                                            | Descripción                                                         |
| Anverso                 | Reverso                 | Valor                   | Anverso                                                | Reverso                                                             |
| ----------------------- | ----------------------- | ----------------------- | ------------------------------------------------------ | ------------------------------------------------------------------- |
|                         |                         | 50 chelines             | Kenyatta International Conference Centre y Buffalo     | "Energía Verde" (Energía Eólica, Energía Geotérmica, Energía Solar) |
|                         |                         | 100 chelines            | Kenyatta International Conference Centre y Leopardo    | "Agricultura" (Cereales, agricultura, ganadería)                    |
|                         |                         | 200 chelines            | Kenyatta International Conference Centre y Rinoceronte | "Servicios Sociales" (Servicios de salud, Educación, deportes)      |
|                         |                         | 500 chelines            | Kenyatta International Conference Centre y León        | "Turismo" (Vida Silvestre; León)                                    |
|                         |                         | 1000 chelines           | Kenyatta International Conference Centre y Elefante    | "Gobernanza" (edificio del Parlamento, Nairobi)                     |